# Hälsinglands hembygdskrets
Hälsinglands hembygdskrets är en paraplyorganisation för Hälsinglands samtliga hembygdsföreningar. Hälsingekretsen har funnits sedan 1924 och samlar cirka 9 100 individuella medlemmar. Utöver hembygdsföreningarna ingår ett mindre antal kulturföreningar och museer i organisationen.
Hälsinglands hembygdskrets är ägare till en av de mest anrika hälsingegårdarna, Karls i Bondarv utanför Järvsö. Årsboken Hälsingerunor har getts ut varje år sedan 1921. Under åren 1921–1924 utkom fyra nummer per år. Hälsingekretsen har sitt säte i Trönö och Delsbo. Hälsinglands hembygdskrets fungerar som en samlande länk mellan landskapets alla hembygdsföreningar, i bland annat frågor som rör bevarande av Hälsinglands kulturminnesvärden. Samarbete sker med landskapets samtliga museer.
Ordförande i Hälsingekretsen sedan 2001 är rektor Jan-Eric Berger. Han är också redaktör för årsboken Hälsingerunor.

## Medlemsorganisationer
Följande organisationer ingår i hembygdskretsen (uppdaterad augusti 2023):
- Alfta sockens hembygdsförening
- Arbrå hembygds- och fornminnesförening
- Bergsjö hembygdsförening
- Bergviks Allting
- Bjuråkers hembygdsförening
- Bollnäs sockens hembygdsförening
- Bölans hembygdsförening
- Delsbo hembygdsförening
- DiBis – Digital bild i Söderhamn
- Enångers hembygdsförning
- Fluren skog
- Forsa sockens hembygdsförening
- Fågelsjö hembygdsförening
- Färila-Kårböle hembygdsförening
- Föreningen Söderhamns Museum
- Föreningen Trolldalen, Växbo
- Gnarps hembygds- och fornminnesförening
- Hanebo hembygdsförening
- Harmångers hembygds- och fornminnesförening
- Hassela hembygdsförening
- Hudiksvalls stads hembygdsförening
- Hälsingtuna hembygdsförening
- Högs sockens hembygdsförening
- Idenors hembygdsförening
- Ilsbo hembygds- och fornminnesförening
- Järvsö hembygdsförening
- Kårböle byalag
- Lingbo hembygdsförening
- Ljusdalsbygdens museum
- Ljusdals fornminnes- och hembygdsförening
- Loos hembygdsförening
- Mo hembygdsförening
- Njutångers sockens hembygdsförening
- Norrala hembygdsförening
- Norrbo hembygds- och fornminnesförening
- Ovanåkers hembygdsförening
- Ramsjö hembygdsförening
- Rengsjö hembygdsförening
- Rogsta hembygdsförening
- Segersta hembygdsförening
- Skogs hembygdsförening
- Sockenbilder
- Söderala hembygdsförening
- Söderhamns kust- och skärgårdsförening
- Trönö hembygdsförening
- Undersviks hembygdsförening
- Voxna hembygdsförening